# Thierry Chapeau
Pour les articles homonymes, voir Chapeau (homonymie).
Thierry Chapeau, né le 29 août 1969 à Ris-Orangis (Essonne), est un auteur français de jeux de société et illustrateur de livres jeunesse.

## Biographie
Après avoir suivi les cours de l'École supérieure d'arts graphiques Penninghen à Paris, il se spécialise dans l'illustration à l'École supérieure des arts décoratifs de Strasbourg.

## Publications

### Ludographie
- Quixo, 1994, Gigamic
- Splash attack, 2004, Gigamic, As d'or Jeu de l'année  enfants 2006
- Pliajeux
- Le Jeu d'Agathe, 2005, Rageot
- Le jeu du libraire, 2007, Callicéphale
- Fleurissimo, 2007, MGB Games
- Piou Piou, 2009, Djeco, nommé aux As d'or 2010
- Rök, 2009, Gigamic, Chamboultou d'or 2009[2]
- Mélimagic, 2010, Djeco
- Putz die Wutz, 2014, Zoch
- Särge Schubsen, 2014, Drei Magier
- Kuhno, 2016, Zoch
- Kakerlaken Sushi, 2019, Drei Magier
- Räuber Raupe, 2019, Drei Magier
- Le jeu des P'tites Poules, 2020, Dragon D'Or
- Crocoloco, 2023, Djeco
- Le Trésor perdu de Vulcain, 2024, MGB Games
- Défiquiz, 2024, MGB Games
- Octopush, 2024, Djeco

### Album
- Légendes de l'Alsace mystérieuse : Nains et géants, 1997 Bastberg (textes de Hermann-Joseph Troxler)
- Sorcières, 1998 Bastberg (textes de Hermann-Joseph Troxler)
- Touche pas à mon loup, 1998 Bastberg (textes d'Alain Surget)
- Mes premiers contes d'Alsace, 1999 Bastberg (textes de Sylvain Thomassin, Hermann-Joseph Troxler, et Thierry Chapeau)
- L’Étoffe d'un roi, 2000 Callicéphale (textes de Thierry Chapeau)
- L'Histoire du lièvre de Pâques, 2000 Bastberg (textes de Thierry Chapeau)
- Mes premières images d'Alsace, 2000  Bastberg (textes de Didier Eberlé)
- Ambre, 2001 Callicéphale (textes de Philippe Grémy)
- Hans im Schnokeloch, 2001 Bastberg (textes de Serge Kornmann)
- J'ai rencontré le marchand de sable, 2001 Bastberg (textes de Stéphane Gounel)
- La Visite de Saint Nicolas, 2001 Bastberg (textes de Michel Cordeboeuf)
- Maman, devine qui apporte les bébés ?, 2001 Bastberg (textes de Yannick Lefrançois)
- Les Premières Boules de Noël, 2002 Bastberg (textes de Thierry Chapeau)
- Les Oiseaux du Marché de Noël, 2005 Bastberg (textes de Yannick Lefrançois)
- Le Turban du sultan, 2005 Callicéphale (textes de Rachid Madani)
- La Légende du sapin, 2006 Bastberg (textes de Thierry Chapeau)
- Sushi, 2019, Callicéphale

### Kamishibaï
Un Kamishibaï est un théâtre d'images d'origine japonaise.
- L'étoffe d'un roi, 2000 Callicéphale (textes de Thierry Chapeau)
- Ambre, 2001 Callicéphale
- Le turban du sultan, 2005 Callicéphale
- Sushi, 2006 Callicéphale (textes de Thierry Chapeau)
- La Légende du sapin, 2007 Callicéphale
- Jao le Caméléon, 2008 Callicéphale
- Violetta et Rigoletto, 2009 Callicéphale (textes de Thierry Chapeau)
- Myrtille, 2013, Callicéphale (d'après Erckmann-Chatrian)
- Mon beau sapin, 2015, Callicéphale

## Travaux décoratifs
Thierry Chapeau participe depuis sa toute première édition, en 2005 au Festival imaginaire à Schirmeck. Aidé de Yannick Lefrançois, ils créent à l'approche des fêtes de fin d'année des décors inspirés des légendes populaires alsaciennes liées à Noël, à ces traditions ainsi qu'à leur imaginaire personnel pour décorer la ville, les rues, les places, et les vitrines.
Ces décors servent de cadre à ce festival qui anime la ville tout au long de l'hiver à travers plusieurs manifestations. (Salon du livre, représentations théâtrales, lectures de contes, marches aux flambeaux…)